# Hypolycaena gamatius
Hypolycaena gamatius är en fjärilsart som beskrevs av Hans Fruhstorfer 1912. Hypolycaena gamatius ingår i släktet Hypolycaena och familjen juvelvingar. Inga underarter finns listade i Catalogue of Life.